# 岩手県道254号相去飯豊線
岩手県道254号相去飯豊線（いわてけんどう254ごう あいさりいいとよせん）は、岩手県北上市を通る一般県道である。

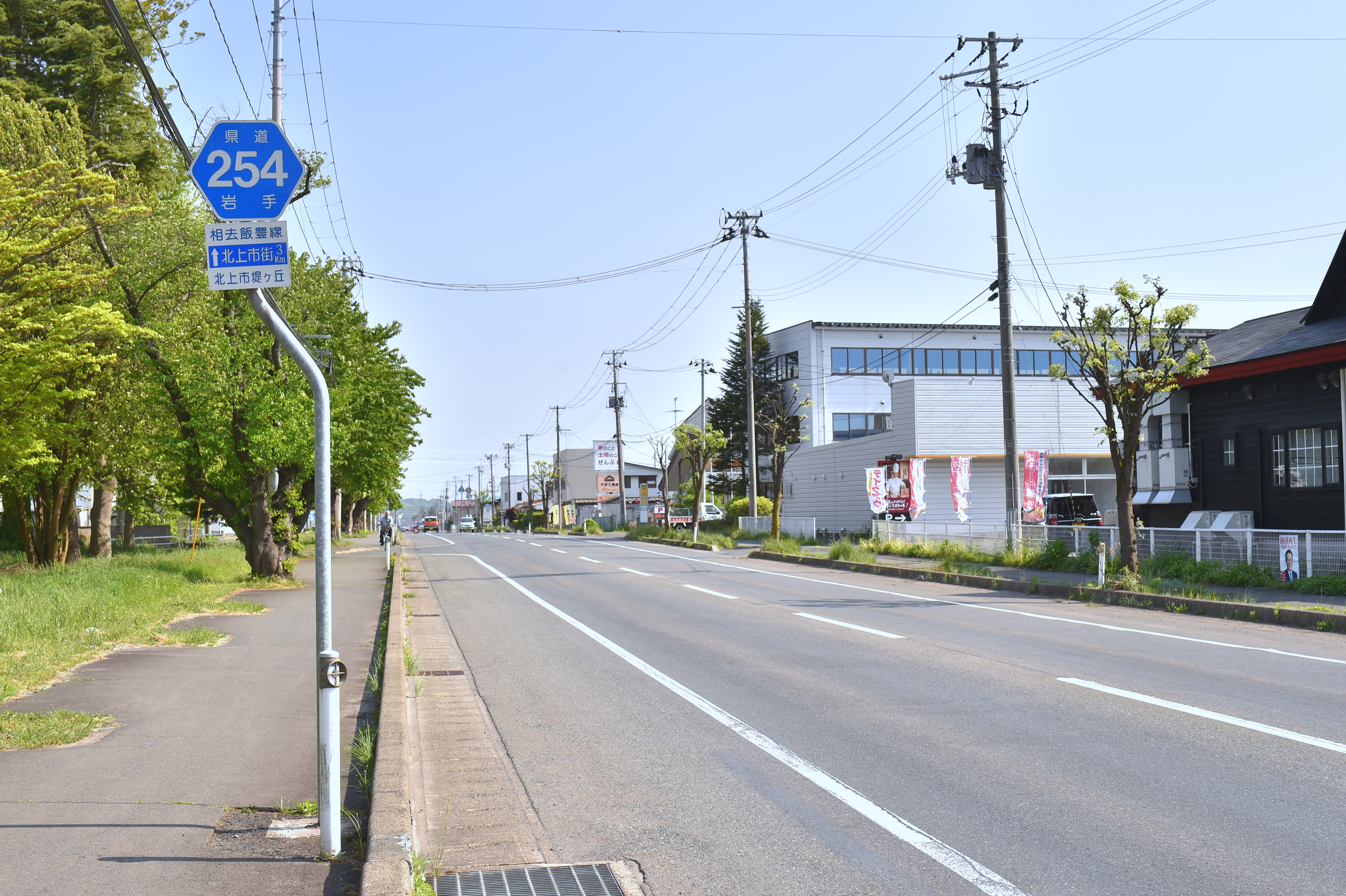
岩手県道254号相去飯豊線
北上市堤ケ丘二丁目（2024年5月）

## 概要
北上市相去町和田尻の国道4号交点から北上市堤ケ丘の国道4号交点まで、北上川・東北本線・東北新幹線の西側を通り、北上市の中心部を南北に縦断する経路を通る。この経路は北上バイパスが供用するまで、ほぼ国道4号の旧道だった区間である。

### 路線データ
- 実延長：8.998.7 m[1]
- 起点：北上市相去町[1]（北上金ケ崎IC入口交差点、国道4号・岩手県道50号北上金ケ崎インター線交点）
- 終点：北上市飯豊町[1][2]（北上バイパス口交差点・国道4号交点）

## 歴史
- 1975年（昭和50年）10月1日 - 一般県道に認定される。[1]

## 路線状況

### 重複区間
- 岩手県道225号北上和賀線：北上市鬼柳町古川 - 北上市鬼柳町荒堰
- 岩手県道112号北上停車場線：北上市大通り3丁目・地内
- 岩手県道39号北上東和線：北上市本通り2丁目 - 北上市本通り4丁目

## 地理

### 交差する道路
- 国道4号・岩手県道50号北上金ケ崎インター線（北上市相去町和田尻・北上金ケ崎IC入口交差点、起点）
- 岩手県道225号北上和賀線（北上市鬼柳町古川）
- 岩手県道225号北上和賀線（北上市鬼柳町荒堰）
- 岩手県道112号北上停車場線（北上市大通り三丁目・重複区間）
- 国道107号・岩手県道39号北上東和線（北上市本通り2丁目）
- 岩手県道39号北上東和線（北上市本通り4丁目）
- 国道4号（北上バイパス口交差点・北上市藤沢、終点）

### 沿線の施設など
- 和賀川
  - 和賀川ふれあい広場
  - 九年橋せせらぎ公園
- 北上郵便局
- 東北銀行北上支店
- 北上市役所
- JR東日本 東北新幹線・東北本線 北上駅（県道112号経由）
- さくら野百貨店#北上店
- 岩手県立黒沢尻北高等学校
- 北上市立黒沢尻小学校